# 峰あつ子
峰 あつ子（みね あつこ、1951年5月2日  - ）は、日本の女性声優。ぷろだくしょんバオバブ所属。東京都出身。

## 経歴
東京都立神代高等学校卒業。
ススキダ演技研究所、専門学校東京アナウンス学院出身。薄田研二、早野寿郎に師事。ぐるーぷえいと結成。解散後ぷろだくしょんバオバブに所属。

## 人物
声種はアルト（ハスキー）。方言は広島弁。
声優としては、アニメ、吹き替えなどで活躍。
役柄としては、おかみさんタイプの女性役を演じることが多い。
特技は日本舞踊。趣味は読書、映画鑑賞、美術館めぐり、旅行、園芸。

## 出演
太字はメインキャラクター。

### テレビアニメ
1975年
- タイムボカン（赤頭巾、メアリー）
- フランダースの犬（お手伝いさん）
- 勇者ライディーン（母親）

1976年
- ゴワッパー5 ゴーダム（ミキ）
- ポールのミラクル大作戦（生徒、ジム、ディーノ、リリー、サンゴ人A、ミドリ、ウサギナイト）
- まんが 花の係長

1977年
- 一発貫太くん（相手チームB、少年B、ミチコ）
- 超合体魔術ロボ ギンガイザー（お咲）
- ヤッターマン（ナイチンガール、オカッパ、奥方、客A、クレオパントラ）
- 若草のシャルロット（ゴードン夫人、主婦A、婦人）

1978年
- 家なき子
- 女王陛下のプティアンジェ（女主人）
- はいからさんが通る（伊集院伯爵夫人）
- ペリーヌ物語
- 野球狂の詩（1978年 - 1979年、肉屋のおかみ、婦人、おばあさん、老婆、売店のおばさん 他）
- ルパン三世 PART2（1978年 - 1979年）

1979年
- こぐまのミーシャ（1979年 - 1980年、タイガー夫人、ナルシス）
- 新・巨人の星II
- ゼンダマン（厨子王）
- ドラえもん（テレビ朝日版第1期）（のび太のおばあちゃん〈初代〉 他）
- ベルサイユのばら（1979年 - 1980年、おかみB）

1980年
- 怪物くん（1980年 - 1981年、グリムばあさん、ガブロ、八郎、ウル・マッスル、モジャオ 他）
- 伝説巨神イデオン（ルーの母、おかみさん）
- トム・ソーヤーの冒険（ベン）
- ニルスのふしぎな旅（おばあさん、母ウサギ、ママ、料理女、母熊）

1981年
- 新・ど根性ガエル（1981年 - 1982年）
- 忍者ハットリくん（夢子の祖母）
- まいっちんぐマチコ先生（金三の母）
- 名犬ジョリィ

1982年
- 逆転イッパツマン（おばあちゃん）
- ゲームセンターあらし（石野ガラエ、看護婦、子供）
- ダッシュ勝平（女客）
- ときめきトゥナイト（ララ）
- 魔法のプリンセス ミンキーモモ（ガナール、夫人）

1984年
- 牧場の少女カトリ（ノーラ）

1985年
- タッチ（菊江）
- 超獣機神ダンクーガ（母）
- プロゴルファー猿（1985年 - 1988年、猿谷大丸、ゴエモン、事務員） - 2シリーズ
- 魔法のスターマジカルエミ（1985年 - 1986年、中森晴子）

1986年
- がんばれ!キッカーズ（一平）
- 宇宙船サジタリウス（ナラ）
- 青春アニメ全集（母）
- ドテラマン（おばさん）
- ドラゴンボール（おばさん）
- めぞん一刻（音無郁子の母）

1987年
- アニメ三銃士（マルト）
- 機甲戦記ドラグナー（ミツ）
- マンガ日本経済入門（おばさん）

1988年
- 美味しんぼ（ケイト・ジェームス・ブラック）
- グリム名作劇場（その妻）
- 新グリム名作劇場（アヒルの母親、乳母）
- 魔神英雄伝ワタル（1988年 - 1989年、マーボババア）

1989年
- アイドル伝説えり子（安江、山本）
- 昆虫物語 みなしごハッチ（1989年版）（1989年 - 1990年、ハニー、子供(A)）
- 魔動王グランゾート（女主人、カップン、ステファン〈少年〉）
- ミスター味っ子（お富）
- YAWARA!（1989年 - 1992年、藤堂由貴、ウェイトレス）
- らんま1/2

1990年
- アイドル天使ようこそようこ（花子）
- おぼっちゃまくん（1990年 - 1991年、さゆり、しげ子）
- 藤子不二雄Aの夢魔子（O.L B、香の友人、女生徒A）
- 魔神英雄伝ワタル2（老婆）
- 桃太郎伝説 PEACHBOY LEGEND（婆）

1991年
- ジャンケンマン（梅干しバアサン）
- トラップ一家物語（アニーの母）
- 魔法のプリンセス ミンキーモモ 夢を抱きしめて（マギー）
- 丸出だめ夫（お婆さん）

1992年
- クッキングパパ（1992年 - 1995年、コックさん、東山夫人）
- 大草原の小さな天使 ブッシュベイビー（メアリー・ビル）
- みかん絵日記（オキヨ）
- 見ると強くなる 痛快!横綱アニメ ああ播磨灘（美津子、老婆）
- 笑ゥせぇるすまん

1993年
- カリメロ（ピーキー）
- クレヨンしんちゃん（1993年 - 2020年、店長、よしなが先生の母、耳吹カケル、月人 他）
- 忍たま乱太郎（1993年 - 2009年、老婆、能勢久作〈初代〉、花江、夢前三冶郎〈代役〉、音吉〈2代目〉、おばさん、婆さん、小姓、少年 他）

1994年
- ハックルベリー・フィン物語（ジョージ）
- メタルファイター・MIKU（原宿昌代〈2代目〉）
- 幽☆遊☆白書（氷女B）

1995年
- 黄金勇者ゴルドラン（老婆、ママ）
- H2（花屋のおばさん）
- ビット・ザ・キューピッド（デメテル）
- ふしぎ遊戯（亢宿の養母）

1996年
- 快傑ゾロ（マリア）
- 逮捕しちゃうぞ（鈴木ウメ）

1998年
- Weiß kreuz（老人2）
- サザエさん（ビリーの妻）

1999年
- イソップワールド（モグラン、ウサギD）
- ∀ガンダム（看護婦長）

2000年
- 機巧奇傳ヒヲウ戦記（ふく）
- はじめの一歩（会長の奥さん）

2002年
- アクエリアンエイジ Sign for Evolution（レポーターB）
- あたしンち（ゆかりんの祖母）
- GetBackers-奪還屋-（蛮の祖母）

2004年
- 金色のガッシュベル!!（リリ）
- SAMURAI 7（セツ）
- 風人物語（おばあさん）
- 名探偵コナン（2004年 - 2021年、琴屋旅館女将、松子、武村咲子、日野緑、赤岩照子、清原うに〈キヨ〉、磯島千恵美）

2005年
- 奥さまは魔法少女（本平舞子）
- SPEED GRAPHER（森下夫人）
- ふたりはプリキュア Max Heart（水戸屋のおばさん）

2006年
- ブラック・ジャック21（キャサリン）
- まじめにふまじめ かいけつゾロリ（乳母）

2007年
- 神霊狩/GHOST HOUND（加畑憲子）

2008年
- 地獄少女 三鼎（片瀬小枝子）
- 夜桜四重奏 〜ヨザクラカルテット〜（ヒメの祖母）

2009年
- ご姉弟物語（木山、お手伝いさん）
- 戦争童話 青い瞳の女の子のお話（山田太郎）
- ミチコとハッチン（宿のおばさん）

2010年
- 閃光のナイトレイド

2011年
- うさぎドロップ（河地幸子）
- Fate/Zero（2011年 - 2012年、マーサ・マッケンジー） - 2シリーズ

2019年
- ドラえもん（テレビ朝日版第2期）（2019年 - 2021年、主婦、おばあさん(1)、おばあさん）

### 劇場アニメ
1981年
- 怪物くん 怪物ランドへの招待（ペット）

1982年
- 怪物くん デーモンの剣（ペット怪物）
- セロ弾きのゴーシュ（楽団員）

1986年
- プロゴルファー猿 スーパーGOLFワールドへの挑戦!!（大丸）

1987年
- プロゴルファー猿 甲賀秘境!影の忍法ゴルファー参上!（大丸）

1990年
- ドラえもん のび太とアニマル惑星（ゴリ郎）

1991年
- 機動戦士ガンダムF91（エルム夫人）

1994年
- 平成狸合戦ぽんぽこ

1995年
- MEMORIES「大砲の街」（女）

1999年
- 逮捕しちゃうぞ the MOVIE

2005年
- 劇場版xxxHOLiC 真夏ノ夜ノ夢

2009年
- 映画ドラえもん 新・のび太の宇宙開拓史（ブブ）

2010年
- いばらの王 -King of Thorn-

### OVA
1985年
- こちら葛飾区亀有公園前派出所（おばあちゃん）
- 魔法のプリンセス ミンキーモモ 夢の中の輪舞（ガナール）
- るんは風の中（奥さん）

1986年
- ザ・超女（マリスの母）
- 炎トリッパー（周平の母）
- 魔法のスターマジカルエミ 蝉時雨（中森晴子）

1992年
- インフェリウス惑星戦史外伝 CONDITION GREEN（おばあちゃん）

1993年
- 人魚の傷（春代）
- ハローキティの不思議の国のアリス（女王）

1998年
- 青の6号（おばさん）

1999年
- 思春期美少女合体ロボ ジーマイン（花川戸琴）

2000年
- だるまちゃんとてんぐちゃん（だるま婆ちゃん）
- だるまちゃんととらのこちゃん（だるま婆ちゃん）

2002年
- 魔法のスターマジカルエミ 雲光る（中森晴子）

2006年
- 仏教ものがたり（ナレーション）

2008年
- ルパン三世 GREEN vs RED（ヤマナカさん）

### ゲーム
- YAWARA!（1992年）
- YAWARA!2（1994年）
- 王国のグランシェフ（1996年）
- プロゴルファー猿（2008年、大丸）
- Memories Off 6 〜T-wave〜（2008年、遠峯フミコ）
- ポヨポヨ観察日記（2012年）

### ドラマCD
- 新世紀GPXサイバーフォーミュラ PICTURELAND5 湯煙の街の対決!（旅館のお婆さん）

### 吹き替え

#### 映画
- アウトロー ※TBS版
- 荒野の用心棒 ※TBS新録版
- 足ながおじさん ※テレビ東京版（DVD収録）
- ウルトラマンG
- カリブの嵐（女主人）※フジテレビ版
- カレンダー・ガールズ（シーリア〈シーリア・イムリー〉）
- キャンディマン（ジェイク）
- グッドモーニング, ベトナム（ミン）※フジテレビ版
- ゴーストバスターズ2（エレイン〈クロエ・ウェッブ〉）※テレビ朝日版（日本語吹替完全収録版Blu-ray BOX収録）
- さよならエマニエル夫人（母親）※テレビ東京版
- スパイダー パニック!（グラディス）※テレビ東京版
- 卒業（女1）※TBS版（思い出の復刻版ブルーレイに収録）
- ゾンビコップ（宝石店店員〈ケイト・カプリン〉）※フジテレビ版（BD収録）
- 大統領の陰謀 ※TBS版
- 大列車強盗（エリザベス・トレント）※機内上映版
- ナニー・マクフィーの魔法のステッキ（クイックリー夫人〈セリア・イムリー〉）※劇場公開版
- 走り来る人（エディス）※TBS版
- フラバー（マーサ・ジョージ〈エディ・マックラーグ〉）
- マイライフ・アズ・ア・ドッグ（イングマルの母〈アンキ・リデン〉）
- ラムの大通り ※テレビ朝日版
- 溶解人間（ヘレン）

#### ドラマ
- アメリカン・ヒーロー
- Xファイル（ティナ・モルダー〈レベッカ・トゥーラン〉）※ソフト版
- クリミナルマインド4（メイ）
- クリミナル・マインド12（ベティ）
- 超音速ヒーロー ザ・フラッシュ ※日本テレビ版
- パワーレンジャー・イン・スペース（アシュレーの祖母）
- 名探偵ポワロ 葬儀を終えて（モード・アバネシー）
- 溶解人間（看護婦、ピーター、ヘレン）※TBS版（BD収録）

#### アニメ
- ガフールの伝説（ミセス・プリサイバー）
- タンタンの冒険
- NINJAハットリくん リターンズ（リーダー、ハットリくんのお母さん）
- ラマになった王様2 クロンクのノリノリ大作戦（ヒルディ）

### その他
- ロマントピア藤原京'95 カプコンパビリオン ストリートファイターII〜よみがえる藤原京〜（祈祷の老婆）